# Groene Hart

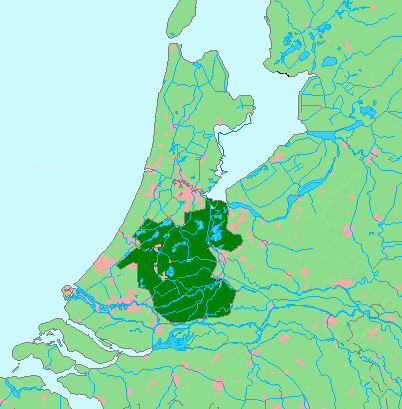
Ausdehnung des Groene Hart

Groene Hart (deutsch Grünes Herz) ist eine Landschaft im als Randstad bezeichneten Städtering der niederländischen Städte Rotterdam, Den Haag, Leiden, Haarlem, Amsterdam und Utrecht. Das Gebiet gilt als die größte Region mit einheitlichem Landschaftscharakter in den Niederlanden.
Das Gebiet ist relativ dünn besiedelt. Größere Orte sind Zoetermeer, Alphen aan den Rijn, Gouda, Waddinxveen, Bodegraven und Woerden.
Das Gebiet soll ein Gegengewicht zu dem dichtbesiedelten Städtering darstellen, wobei Landwirtschaft, Natur und Naherholung die vorrangigen Parameter sind.
Das Groene Hart ist reich an Gewässern. So liegen hier die Langeraarse Plassen, Nieuwkoopse Plassen, die Reeuwijkse Plassen und das Braassemermeer. Darüber hinaus fließen hier die Hollandse IJssel, der Oude Rijn, der Lek, der Aar und die Gouwe, sowie einige kleinere Flüsse, wie etwa der Vlist, der Loet, die Rotte und die Meije.